# Weka (học máy)
Weka (viết tắt của Waikato Environment for Knowledge Analysis) là một bộ phần mềm học máy được Đại học Waikato, New Zealand phát triển bằng Java. Weka là phần mềm tự do phát hành theo Giấy phép Công cộng GNU.